# Anni 1130
Gli anni 1130 sono il decennio che comprende gli anni dal 1130 al 1139 inclusi.

## Personaggi
- Papa Onorio II,  Lamberto, detto Scannabecchi (Fiagnano, 9 febbraio 1060 – Roma, 13 febbraio 1130), fu Papa dal 1124 alla sua morte che avvenne nel 1130.